# Culícids
Els culícids (Culicidae) són una família de dípters nematòcers de l'infraordre dels culicomorfs, coneguts com a mosquits, moscards, mosquetes, rantells (o d'altres semblants, noms assignats popularment a molts insectes petits i voladors). Segons les darreres estimacions conté 46 gèneres i 3725 espècies.
Els culícids són hematòfags i en alguns casos poden ser vectors de malalties infeccioses. En les aigües continentals catalanes hi ha poblacions d'espècies dels gèneres: Aedes, Anopheles, Coquillettidia, Culex, Culiseta, Ochlerotatus i Uranotaenia.

## Cicle vital
Els mosquits sofreixen metamorfosi completa, és a dir passen quatre etapes en el seu cicle vital: ou, larva (dita cabotí), pupa i adult o imago. Les primeres tres fases són aquàtiques i duren entre 7 i 14 dies normalment, segons l'espècie i la temperatura ambient. En algunes espècies com ara Ochlerotatus detritus, amb desenvolupament a part de l'hivern, la durada del cicle larvari pot arribar als dos mesos. Les femelles adultes poden arribar a viure fins a un mes (o més en captivitat) però habitualment no viuen més d'una o dues setmanes en estat salvatge.

### Ous

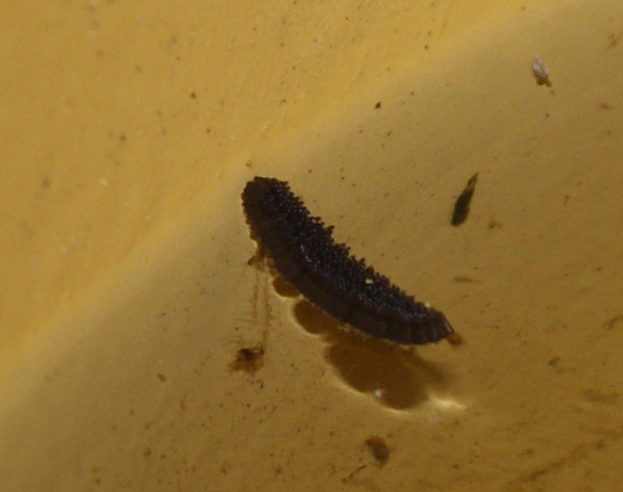
Ou de mosquit d'uns 7 mm, probablement del gènere Culex.

Després de xuclar sang, les femelles adultes poden pondre entre 50 i 300 ous a cada posta. Anopheles, Ochlerotatus i Aedes, igual que molts altres gèneres, ponen cada ou de manera individual.
Els gèneres Culex, Culiseta i Anopheles ponen els ous directament a la superfície de l'aigua, i els ous d'aquest últim gènere són únics pel fet que tenen sacs aerífers, com una mena de flotadors, a cada banda. Els ous desclouen en 2 o 3 dies, tot i que la incubació pot durar fins a dues o tres setmanes en climes freds. En altres mosquits, com per exemple Aedes, la femella pon els ous en un sòl humit que serà inundat amb aigua, generalment a prop d'una bassa. Tanmateix, qualsevol recipient obert amb aigua és vàlid pel desenvolupament de les larves, fins i tot amb menys de 30 ml d'aigua. En el gènere Haemogogus, en què els adults tendeixen a viure al dosser dels boscos, la femella pon els ous entre capes d'escorça dels arbres o en talls al bambú. Els ous s'adhereixen a la superfície, i quan queden submergits en aigua de pluja, ràpidament es desenvolupen en larves.
El mosquit tigre (Aedes albopictus) pon els ous en sec a la vora de l'aigua, les seves larves necessiten molt poca aigua per al seu desenvolupament i qualsevol petit contenidor obert amb una mica d'aigua, com per exemple els plats de les torretes, és suficient.

### Larves

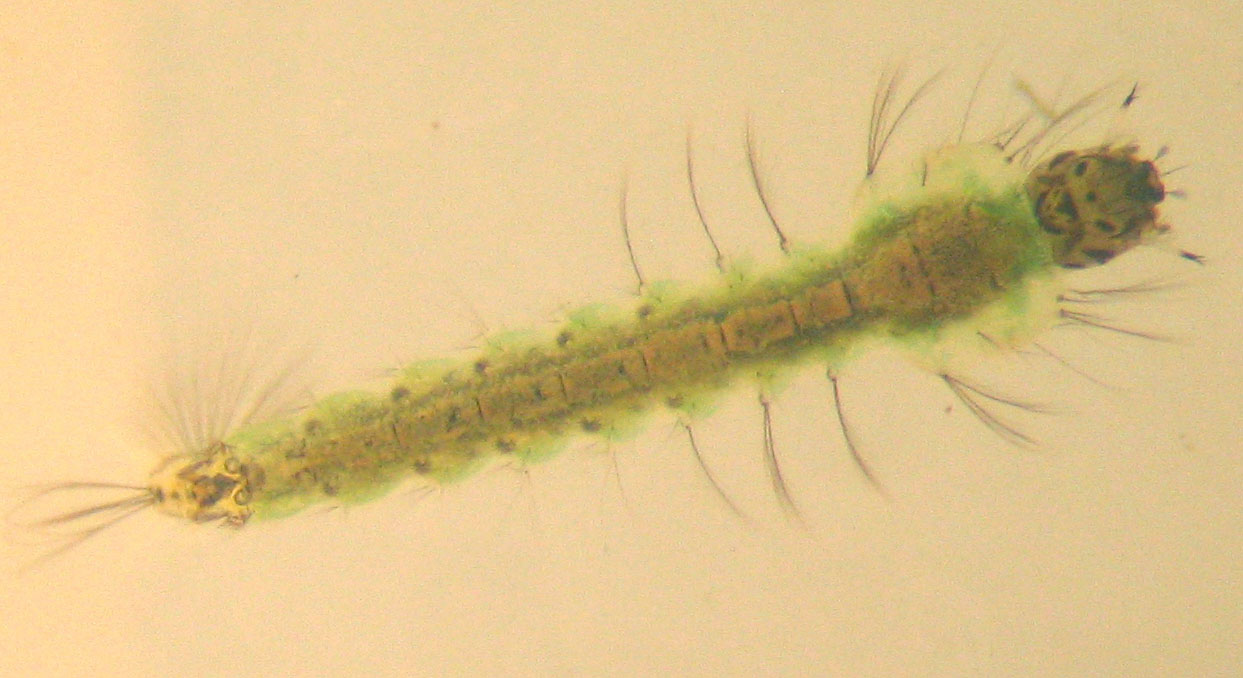
Larva del gènere Anopheles del sud d'Alemanya, amb uns 8 mm de llargada.

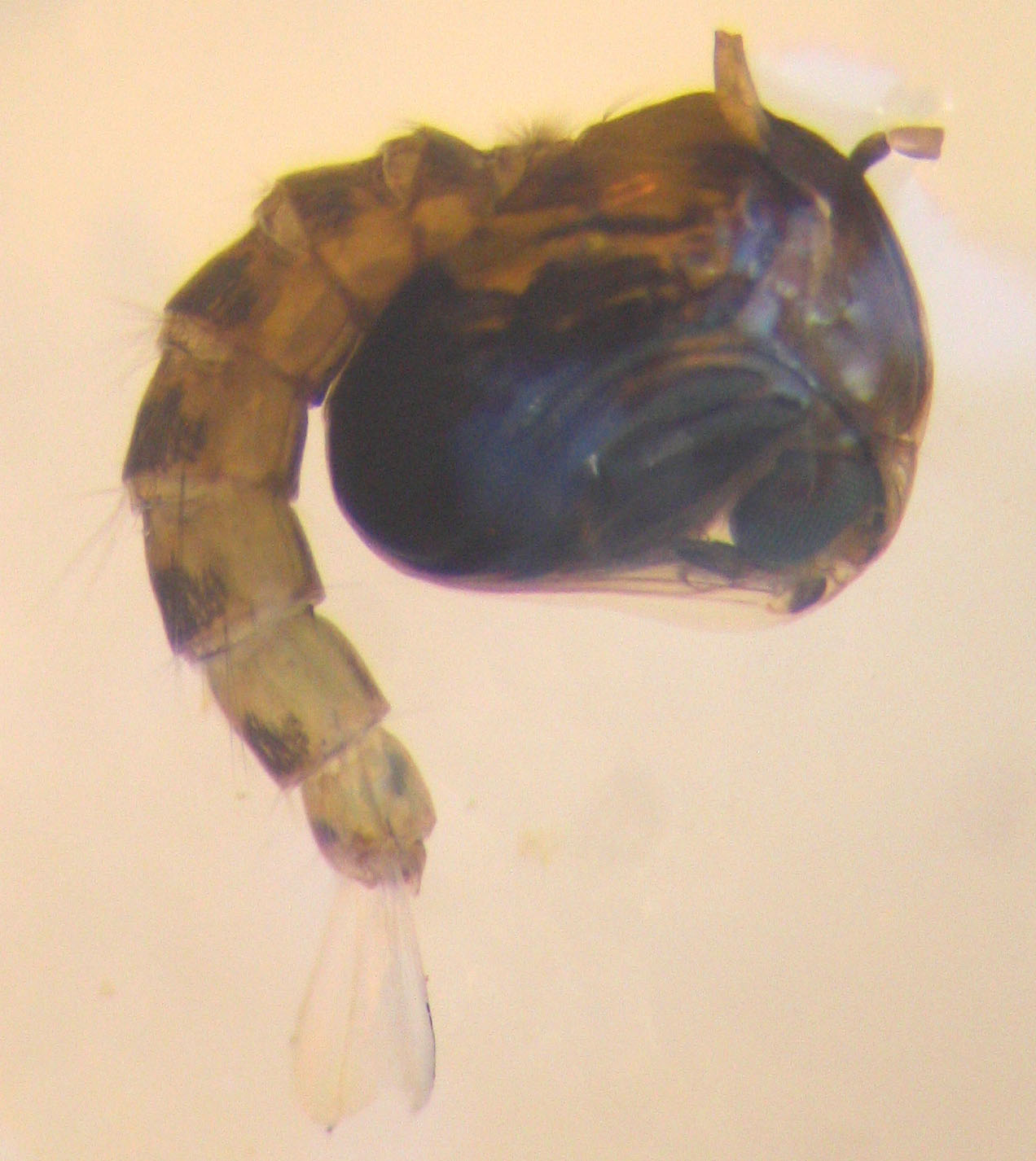
Pupa dAnopheles.

Les larves de mosquit tenen un cap ben desenvolupat amb raspalls bucals que utilitzen per menjar, un gran tòrax mancat de potes i un abdomen segmentat.
Les larves respiren mitjançant espiracles situats al vuitè segment abdominal, de manera que han de sortir sovint a la superfície. Les larves passen gran part del temps alimentant-se d'algues, bacteris i altres microorganismes del neuston de la superfície, de la mateixa aigua i també de les parets i fons de l'espai on viuen. Es submergeixen quan hi ha algun destorb a l'aigua o quan es desplacen al fons i altres zones dels focus de cria. Les larves es mouen bé mitjançant moviments sobtats del cos sencer o mitjançant propulsió amb els raspalls bucals.
Les larves passen per quatre fases o estadis, després de les quals es metamorfosen en pupes. Al final de cada estadi, les larves muden el seu exoesquelet per poder continuar creixent.

### Pupes
En el gènere Anopheles, la pupa té forma de coma quan se la mira des del costat. El cap i el tòrax estan fusionats en un cefalotòrax, amb l'abdomen corbat per sota. Com les larves, les pupes han d'emergir sovint per respirar, cosa que fan mitjançant un parell de trompetes respiratòries del cefalotòrax. Després d'uns dies com a pupa, la superfície dorsal del cefalotòrax s'obre i n'emergeix el mosquit adult. La pupa no s'alimenta.

### Adults
El temps que passa entre la fase d'ou i la fase d'adult varia considerablement entre espècies i depèn significativament de la temperatura ambient. Els mosquits poden desenvolupar-se de l'ou a la fase adulta en menys de set dies, però normalment triguen entre deu i catorze. La variació de la mida corporal en els mosquits adults depèn de l'espècie en concret, la densitat de la població de larves i en la disponibilitat d'aliment dins l'aigua on s'han criat. Els mosquits adults mosquits volant freqüentment descansen en un túnel que construeixen sota les arrels de l'herba.
Els mosquits adults s'aparellen habitualment a partir de les 24 hores de l'emergència de l'imago o adult, ja que és aquest el temps que necessita el mascle per a tenir el seu aparell reproductor funcional. En moltes espècies, els mascles formen grans eixams, generalment al crepuscle, i les femelles hi entren per aparellar-se.
Els mascles viuen aproximadament una setmana, alimentant-se de nèctar i altres fonts de sucre. Les femelles també s'alimenten de sucres per obtenir energia però generalment necessiten da la ingesta sang perquè es desenvolupin els ous. Després d'obtenir un àpat de sang complet, la femella reposa durant uns dies mentre es digereix la sang i es desenvolupen els ous. Aquest procés depèn de la temperatura però sol trigar uns dos o tres dies en condicions de temperatura elevada. Una vegada s'han desenvolupat completament els ous, la femella els pon i torna a buscar un hoste.
El cicle es repeteix fins que la femella mor. La seva longevitat depèn de la temperatura, la humiditat i la seva capacitat d'obtenir amb èxit un àpat de sang, tot evitant les defenses de l'hoste i els depredadors naturals. La majoria no viu més d'una o dues setmanes tot i que en captivitat poden arribar a viure durant més d'un mes.
La llargada de l'adult varia però rarament supera els 16 mil·límetres, i pot arribar a pesar fins a 2,5 mg. Tots els mosquits tenen un cos esvelt amb tres seccions: el cap, el tòrax i l'abdomen. El cap s'ha especialitzat per a rebre informació sensorial i per a l'alimentació. Com a òrgans sensorials el cap conté els ulls i un parell d'antenes llargues i molts segmentades. Les antenes són importants per a la detecció de l'olors dels hostes i també les olors dels llocs de cria on les femelles dipositen els ous. A totes les espècies de mosquits, les antenes dels mascles contenen moltes més pilositats que les de les femelles i contenen receptors auditius per detectar el so característic de la femella. Els ulls compostos estan clarament separats, es desenvolupen en regions separades del cap. Els ommatidis, les unitats receptives es van afegint en les files semicirculars a la part posterior de l'ull; durant la primera fase de creixement això porta que els ommatidis siguin quadrats, però més endavant durant el desenvolupament esdevenen hexagonals. El patró hexagonal només és visible un cop es muda la cutícula que forma l'exoesquelet de l'etapa a la que els ulls són quadrats. El cap també hi ha una probòscide o trompa allargada, que és utilitzada per a l'alimentació, i dos pedipalps sensorials. Els palps maxil·lars dels mascles són més llargs que la seva trompa mentre que a les femelles són molt més curts. Això és típic per a algunes subfamílies, hi ha moltes espècies de mosquits a les que la femella està equipada amb una probòscide allargada que utilitza per recollir sang per poder generar els seus ous.
El tòrax està especialitzat en la locomoció, disposa de tres parells de potes i un parell d'ales. En els insectes les ales són una expansió tegumentària de l'exoesquelet. Els mosquits del gènere Anopheles poden volar continuadament fins a quatre hores a una velocitat d'un o dos quilòmetres per hora i poden arribar a viatjar fins a 12 km en una nit.
L'abdomen està especialitzat per a la digestió dels aliments i el desenvolupament dels ous. Aquesta part del cos segmentat s'expandeix considerablement quan les femelles fan una ingesta de sang. La sang es digereix al mateix temps que serveix com una font de proteïna per a la producció d'ous, que a poc a poc van omplint l'abdomen.

## Hàbits alimentaris
Tots els mosquits, tant els mascles com les femelles, s'alimenten de nèctar, però les femelles de moltes espècies també poden alimentar-se de sang. Les femelles no necessiten la sang per a la seva supervivència, però si que necessiten substàncies complementàries, com per exemple proteïnes i ferro, per tal que es puguin desenvolupar els ous.
Pel que fa a la localització de l'hoste, el diòxid de carboni i les substàncies orgàniques produïdes per l'hoste, (tals com l'1-octen-3-ol, el nonanal o l'octenol), la humitat i el reconeixement òptic tenen un paper important. En el cas de les espècies del gènere Aedes, la recerca d'un hoste es porta a terme en dues fases, en primer lloc els mosquits mostren un comportament de recerca no específica fins que la percepció de l'hoste els estimula i llavors segueixen un comportament específic.

## Evolució

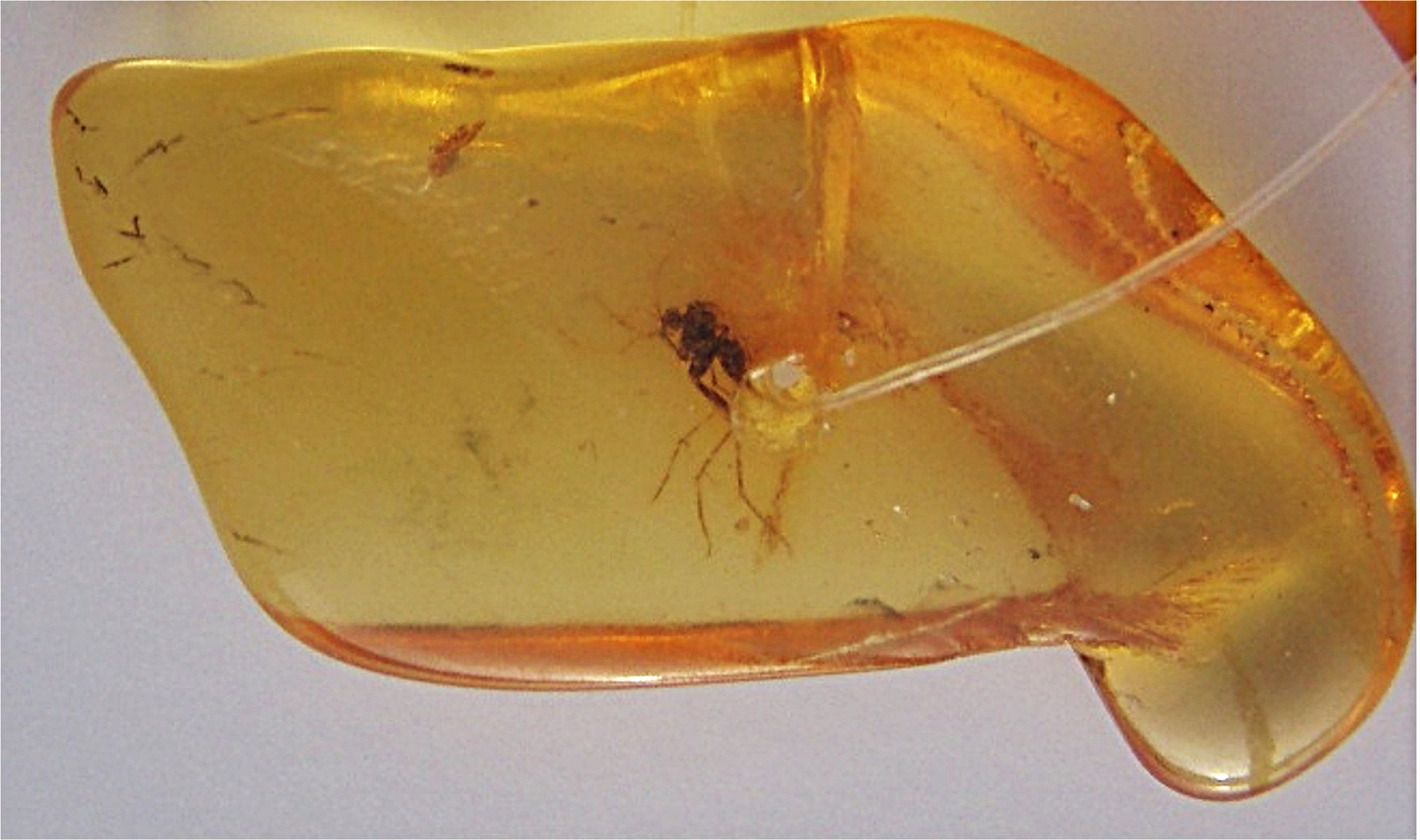
Un mosquit a un fragment d'ambre del Bàltic

El mosquit més antic conegut amb una anatomia similar a les espècies modernes es va trobar a un fragment d'ambre del Cretaci trobat al Canadà, d'uns 79 milions d'anys d'antiguitat.
Una espècie germana més antiga, amb característiques més primitives va ser trobada en un altre fragment d'ambre d'entre 90 i 100 milions d'anys.
Les anàlisis genètiques indiquen que els clades dels culicins i anofelins se separaren fa uns 150 milions d'anys. Es creu que les espècies d'Anopheles del Nou Món i el Vell Món se separaren més tard, fa uns 95 milions d'anys.
Recentment (2009) s'ha descobert que els mosquits Aedes taeniorhynchus de les Galápagos, que haurien arribat a les illes farà uns 200.000 anys, han desenvolupat una adaptació a les condicions locals de manca de mamífers i a diferència dels individus de l'espècie que habiten el continent americà i obtenen la sang preferentment dels rèptils i en especial de la tortuga gegant.

## Malalties

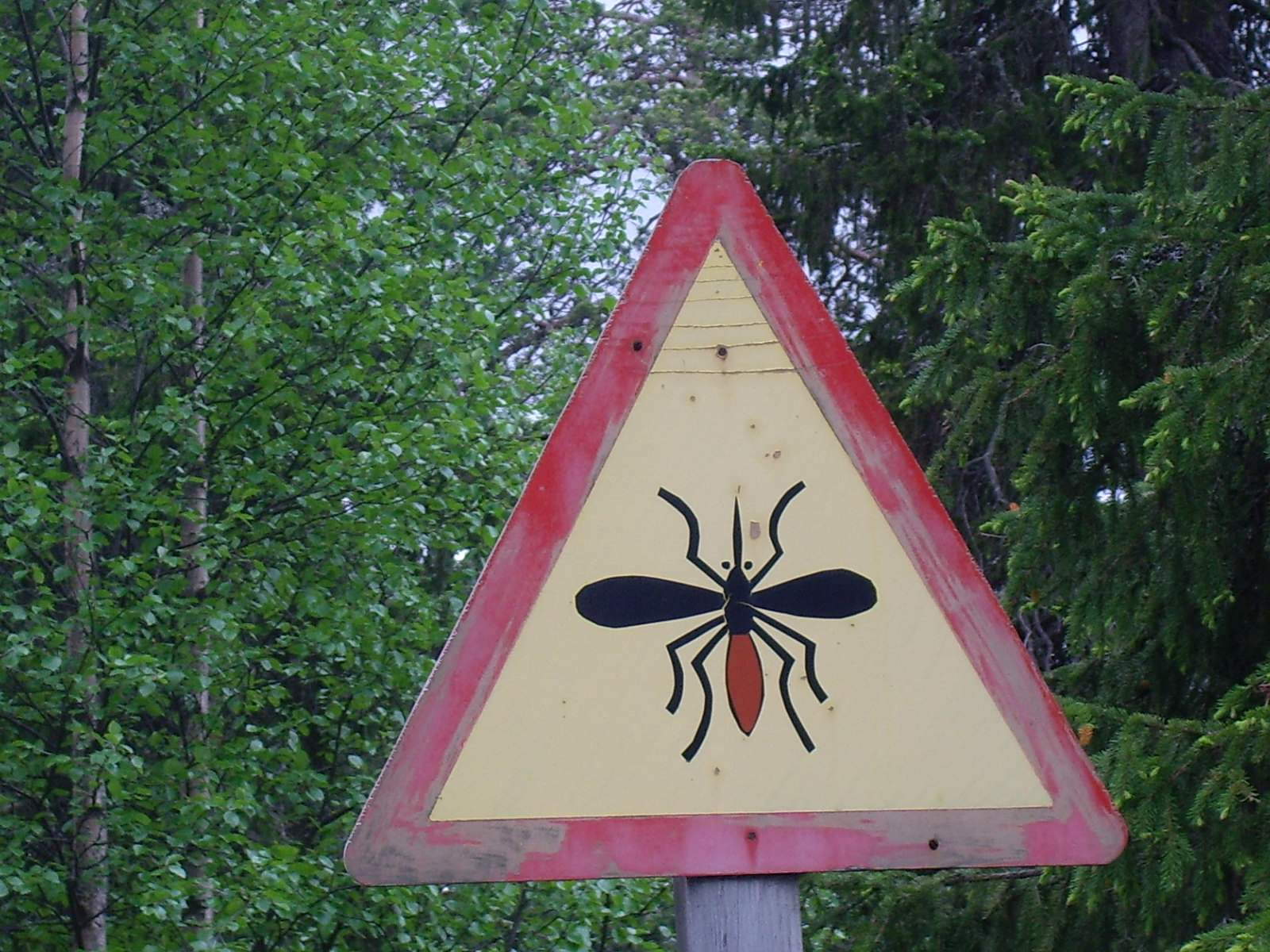
Senyal advertint de la presència de mosquits a Finlàndia.

Els mosquits són un vector potencial que pot transportar virus i paràsits de persona a persona sense que els mosquits siguin afectats. Però la relació entre els mosquits i les malalties no va ser establerta fins a la dècada del 1890.
Les principals malalties transmeses pels mosquits són de tipus víric, com ara la febre groga, el dengue i la chikungunya, transmeses principalment per Aedes aegypti, i la malària transmesa pel gènere Anopheles. Tot i que en un principi es va considerar un problema de salut pública, avui dia es creu que és gairebé impossible per als mosquits puguin transmetre el VIH.
S'estima que els mosquits transmeten malalties a més de 700 milions de persones per any a l'Àfrica, Amèrica del Sud, Amèrica Central, Mèxic i gran part d'Àsia amb el resultat de milions de morts. S'estima que com a mínim dos milions de persones moren cada any a causa d'aquestes malalties.
Els mètodes utilitzats per prevenir la propagació de les malalties, o per protegir les persones a les zones on la malaltia i la presència de mosquits és recurrent inclouen el control dels vectors, és a dir, el control de la població de mosquits i la prevenció de les malalties mitjançant la utilització de teles mosquiteres, medicaments profilàctics, vacunes i la prevenció de la picada dels mosquits amb insecticides, mosquiteres i repel·lents d'insectes. Atès que la majoria d'aquestes malalties són portades per femelles adultes, els científics han suggerit centrar-se en aquest aspecte per evitar l'evolució de la resistència. Un mètode més innovador es basa a modificar el cor dels mosquits per evitar que transmetin la malària.

## Taxonomia de Culicidae
Més de 3.700 espècies de Culicidae han sigut descrites. Es divideixen generalment en dues subfamílies, que al seu torn comprenen uns 43 gèneres. Aquestes xifres estan subjectes a canvis continus, a mesura que més espècies són descobertes, i com els estudis d'ADN obliguen el reordenament de la taxonomia de la família. Les dues subfamílies principals són la Anophelinae i la Culicinae, amb els seus gèneres com es mostra en la subsecció següent.

### Subfamílies i gèneres
Subfamília Anophelinae
- Anopheles
- Bironella
- Chagasia

Subfamília Culicinae
- Aedeomyia
- Aedes
- Armigeres
- Ayurakitia
- Borachinda
- Coquillettidia
- Culex
- Culiseta
- Deinocerites
- Eretmapodites
- Ficalbia
- Galindomyia
- Haemagogus
- Heizmannia
- Hodgesia
- Isostomyia
- Johnbelkinia
- Kimia
- Limatus
- Lutzia
- Malaya
- Mansonia
- Maorigoeldia
- Mimomyia
- Onirion
- Opifex
- Orthopodomyia
- Psorophora
- Runchomyia
- Sabethes
- Shannoniana
- Topomyia
- Toxorhynchites
- Trichoprosopon
- Tripteroides
- Udaya
- Uranotaenia
- Verrallina